# Paul Ohl
Œuvres principales
- Katana (1987)
- Drakkar (1989)
- Highlander 3 (1994)
- Grand Nord (1996)
- Louis Cyr : L'Homme le plus fort du monde (2013)

Paul Ohl, né le 1er octobre 1940 à Strasbourg en France, est un romancier et scénariste québécois d'origine française.

## Biographie
Né à Strasbourg en 1940, fils d'Eugène, orfèvre, et Lina Catherine, Paul Ohl émigre à l'âge de 11 ans au Canada en 1951. Il étudie à l'Ecole Royale d'officiers de l'Armée canadienne (1957-60) puis au Collègue Canadien de la Défense civile.  Il entre en 1958 dans les rangs militaires canadiens jusqu'en 1964 où il sert, entre autres, comme officier-parachutiste dans le Royal 22e Régiment basé dans la ville de Québec. Entre 1963 et 1965, il est étudiant en sciences sociales à l'Université de Montréal.
Il épouse Madeleine Forget en 1965.
Il intègre ensuite la fonction publique québécoise pendant près de trente ans où il occupe différents postes au sein de différents ministères. En 1966 il est notamment Conseiller technique et secrétaire du président de la Chambre (Assemblée législative). En 1971, il est invité au camp des recrues des Alouettes de Montréal en tant que joueur ainsi que comme directeur général du Haut-Commissariat aux Loisirs, aux sports et à la jeunesse du Gouvernement du Québec. Ohl était un ancien joueur de football dans sa jeunesse Au milieu des années 70, il commence sa carrière d'écriture publiant quelques essais avant de publier un premier roman en 1979. Il a été cinq fois finaliste du Prix du grand public du Salon du livre de Montréal - La Presse et est le lauréat de l'édition 1992 pour le roman Soleil Noir. Il est aussi biographe de l'homme fort québécois Louis Cyr. Un film réalisé par Daniel Roby s'ensuivra.
En plus d'écrire des romans, il agit comme porte-parole d'Oxfam au Québec entre 1991 et 1995. Paul Ohl a été nommé Président de l'équipe de hockey masculine des Titans du Cégep Limoilou en 1981 de la Ligue de hockey collégiale AAA.

## Œuvres

### Biographie
- Louis Cyr (2013)

### Conte
- L'Enfant de Noël (2000)

### Essais
- Les Arts Martiaux (1975)
- La Guerre Olympique (1977)
- Les Gladiateurs de l'Amérique (1977)
- Le Dieu Sauvage (1980)
- La Machine à Tuer (1981)

### Romans
- Knockout inc. (1979)
- Katana (1987)
- Drakkar (1989)
- Soleil Noir (1991)
- L'Enfant Dragon (1994)
- Black (2000)

- Montferrand

Montferrand : Le prix de l'honneur (2008) ;
Montferrand - Tome 2: Un géant sur le pont (2009)

### Scénarios
- Highlander 3 (1994)
- Grand Nord (1996)
- Le Dernier Tunnel (2004)